# Giovanna Puppi
Giovanna Puppi Branzi (Bolonia, 1948) es una botánica, fitogeógrafa, aerobióloga, profesora, taxónoma, conservadora y exploradora italiana.

## Carrera
En 1972, se graduó por la Universidad de Catania en Ciencias Naturales; y, en 1974 en Ciencias Biológicas.
Desarrolla actividades académicas y científicas en el Departamento de Botánica de la Universidad de Bolonia.

## Algunas publicaciones
- f. Bonafede, d. Ubaldi, m. Vignodelli, anna l. Zanotti, giovanna Puppi. 2014. Vegetation changes during a 30 year period in several stands above the forest line (Emilian-Apennines) Archivado el 4 de febrero de 2019 en Wayback Machine.. Plant Sociology 51 (1): 5-18 DOI 10.7338/pls2014511/02

- anna l. Zanotti, giovanna Puppi. 2003. A phenological data bank in Northern Italy. Proc. Intern. Congr. on Phenology, “Challenging Times” Wageningen , Países Bajos, 31 de marzo – 2 de abril de 2003: p. 95-97

- ------------------, ------------------, f. Zinoni, v. Marletto. 2003. Mappe fenologiche a scala di dettaglio. Atti convegno nazionale “PHENAGRI: Fenologia per l'agricoltura” Roma, 5 - 6 de diciembre de 2002 UCEA, MiPAF: p. 118-124.

- p. De Nuntiis, p. Poni, giovanna Puppi, p. Mandrioli. 2002. Airborne pollen monitoring at high altitude as phenologica remote sensing. Abstracts of 7 Intern. Congr. on Aerobiology, Montebello, Quebec, Canadá, p. 178.

- anna l. Zanotti, giovanna Puppi. 2000. Phenological surveys of allergenic species in the neighbourhood of Bologna (Italy). Aerobiologia 16: 199-206.

- giovanna Puppi, anna l. Zanotti, m. Speranza. 1994. Phenological Studies on Vaccinium and Nardus communities. Fitosociologia 26: 63-79.

- ------------------, ------------------, f. Savioli. 1993. Relazioni tra ritmi antesici di specie spontanee nemorali. Giornale Botanico Italiano 127 (3): 503.

- ------------------, ------------------, m. Speranza. 1993. Phenological studies on Vaccinium and nardus communities. Fitosociologia, 26: 63-79.

- ------------------, ------------------, c. Lamego. 1993-1995. Ricerche sinfenologiche in boschi submontani del bolognese. Annali di Botanica 51 (10): 171-194

- ------------------, ------------------. 1992. Estimate and mapping of the activity of airborne pollen sources. Aerobiologia 8 (1): 69 - 74

- ------------------, ------------------. 1989. Methods in phenological mapping. Aerobiologia 5 (1): 44-54.

- ------------------, m. Speranza. 1980. Osservazioni sinfenologiche sui vaccinieti dell’alta valle del Dardagna. Arch. Bot. Biogeogr. Ital. 56 (3/4): 225-30.

### Membresías
- Sociedad Botánica Italiana

### Eponimia
- La abreviatura «Puppi» se emplea para indicar a Giovanna Puppi como autoridad en la descripción y clasificación científica de los vegetales.[5]